# コール オブ デューティ モダン・ウォーフェアII (2022年のゲーム)
『コール オブ デューティ モダン・ウォーフェアII』（英語: Call of Duty: Modern Warfare II）は、Infinity WardおよびTreyarch開発による、アメリカ合衆国のファーストパーソン・シューティングゲームである。略称は『CoD:MWII』、『MW2』。
2022年10月28日に全世界で同時発売された。コール オブ デューティシリーズ本編の19作目、うちモダン・ウォーフェア（リブート版）のシリーズ2作目であり、『コール オブ デューティ モダン・ウォーフェア (2019年のゲーム)』の続編にあたる。2023年11月10日に続編の『コール オブ デューティ モダン・ウォーフェアIII (2023年のゲーム)』が発売された。
2009年11月発売のシリーズ2作目『コール オブ デューティ モダン・ウォーフェア2』と同名だが、そちらのナンバリングがアラビア数字だったのに対し、本作はローマ数字になっている。

## 概要
本作は、「シングルプレイヤーキャンペーン」、対戦の「マルチプレイヤー」、ストーリー主導型のCoopの「スペシャルオプス」があり、前作と同様にゾンビモードは廃止された。また、バトルロイヤルモードとエクストラクションモードである『コール オブ デューティ ウォーゾーン (2022年のゲーム)』は2022年11月16日に配信された。続編の『コール オブ デューティ モダン・ウォーフェアIII (2023年のゲーム)』（MWIII）には銃火器やオペレーター、コスメティックアイテムなどが引き継がれた。
キャンペーンは、前作から物語が間接的に続く。多国籍任務部隊「タスクフォース141」が結成されてから3年後の場面から始まる。同名の旧作とは異なり、前作に登場したアル・カターラおよび麻薬組織「ラス・アルマス・カルテル」との戦いを描く。旧MW2と同名の新キャラクターと民間軍事会社（PMC）も登場し、前作と同じく容姿などが一新されている。
本作よりIW engineのアップグレード版である9.0が使用される。新たに水中の移動や戦闘、タクティカルダッシュからの飛び込み、壁のぶら下がり、乗り物の窓から身を乗り出すなどの動作が追加された。シリーズ史上初の「レイド」モードが登場した。今作はXbox版でOne版本編とSeries版本編のデジタルデータの識別がなくなり、本編一本を購入した後に「世代互換バンドル」を後から購入する必要がなくなった。PlayStation版はダウンロード版では世代互換バンドルが内蔵されたゲーム本編を購入することとなるが、ディスク版はPS4/PS5版を個別に購入する必要がある。
全プラットフォーム上でクロスプレイに対応。クロスプレイはPlayStation上から遊ぶ場合はPlayStation+Windows上のプレイヤー、Xbox上から遊ぶ場合はXbox+Windows上のプレイヤー同士でマッチングする仕様となっている。Microsoft Windows版をプレイするには電話番号の登録が必要となる。国内版CoDシリーズの言語設定はブラックオプス以降のタイトルでは「日本語(日本語音声+日本語字幕)」か「英語音声+日本語字幕」のみ選択可能だったが、本作では「英語(英語音声＋字幕)」を選択できるようになっている。日本のユーザーの要望に応え、コントローラーのボタン配置のフルカスタム機能が実装された。また「シーズン02」では日本がテーマとなった。
国内流通代理店としてKADOKAWAがPS4版とPS5版のパッケージ販売を行った。2022年11月1日より、山田孝之、貴島明日香、大塚明夫が出演するCM「共闘」篇が地上波で放送された。 
2023年10月に行われたアップデートで本作のクライアント名が『Call of Duty HQ』に変更された。これは『MWII』と『ウォーゾーン (2022年のゲーム)』に加えて次回作であるMWIIIも本クライアントを使用するための処置で、内部上での切り替えこそ生じるもののMW/WZ～ヴァンガードと比較してもタイトル間の行き来がスムーズにできるようになっているが、PC版の場合MWIIIはプラットフォームのランチャーやショートカットから直接起動することが出来ず、「HQを起動→MWIIIを選択→HQ終了後にMWIIIが起動」という流れになっていたため逆に遠回りになってしまっていたがMWIIIシーズン01開幕後は『ウォーゾーン (2022年のゲーム)』のデータがMWIII依存に切り替わったため従来のMWII相当の流れで起動できるようになったものの、逆にMWIIの起動に時間が掛かるようになってしまった。また、「DMZ Beta」に関してもMWIIのデータとして扱われるようになったため、DMZモードは事実上更新を打ち切られた。
2023年10月29日にはコール オブ デューティシリーズが20周年を迎えた。2023年9月ごろからアクティビジョンの方針変更で「Call of Duty」のブランドロゴそのものも初めて変更がかかったものの、すでにゲーム本編に組み込まれていたこの作品のロゴはMWIIIのシーズン1が開始されたころに一部修正された。CoD:Mobileのロゴや、MW(2019)~ヴァンガードの起動時における誘導用のロゴも一部修正された。
本編の容量はダウンロード版とディスク版で大幅に異なる。ダウンロード版は膨大な容量の「Call of Duty HQ」と呼ばれるゲーム本編に加え（これだけでも全モードを遊ぶことはできない）、ゲームモードごとに分かれた無料DLCを付け足してインストールする必要がある。さらにディスク版では起動画面とインストール確認画面以外のデータが入っていないため、必然的にオフラインプレイはできない。これはBlu-ray Discの容量上限50GB、Ultra HD Blu-rayの容量上限100GBを、『ウォーゾーン (2022年のゲーム)』を抜いたゲーム全編だけでも超過するためのやむを得ない処置である。ヴァンガードまではバージョンアップせずとも、ディスクをオフラインの環境下で挿入することで、キャンペーンモードを最初からすべて解放された状態でプレイすることができた。なお、今作のPS4版ディスクは、日本では2032年まで使用できる「PS4のディスク版挿入でPS5版をプレイできるようにするプロダクトコード」が新品に必ず添付されているため、PS5版ディスク単品ではPS5版のみをプレイできるが、PS4ディスク版ではPS4/PS5版両方を遊べる状態となる。XBOX版ディスク（日本未発売）はスマートデリバリーに対応しているため、Series XおよびOneどちらでも最適版がプレイできるが、Series XでOne版のゲームデータを認証してプレイすることはできない。
なお、追加データの各容量(コンソール版基準）としては、「キャンペーン」は約50GB、マルチプレイやゾンビモードは10GB未満、『ウォーゾーン (2022年のゲーム)』は50~70GB必要となり、最終的な総容量はモダン・ウォーフェアIIIをインストールしていない場合でも200GB以上必要になることがあり、さらに『ウォーゾーン (2022年のゲーム)』をインストールしない場合は約140~150GBとなる。モダン・ウォーフェアIIIやブラックオプス6も追加するとさらに容量が増加し、銃のクロスプログレッションの都合から本編単体のデータも今後増加し続けるものと思われる。ウォーゾーンは毎年ゲームデータが最新作向けに調整されているため、MWIIとMWIII以降のウォーゾーン2.0のデータは別物扱いとなる。ディスク認証はランチャー起動後の挿入でも可能であるが、ディスク認証を行った後はランチャーが再起動し、その後ディスクを外してもゲームは引き続き起動できる。
のちに2025年7月30日にCoD:HQからMWIIとMWIIIが切り離される措置が取られた。そのため同日以降に本作をプレイするには新たに用意されるMWII用のランチャーとプレイしたいコンテンツを改めてDLする必要がある。
セーブデータのクロスプログレッションに対応させるためには、Activisionアカウントが必須であり、アカウントの登録時に6桁のPINなどを使用した二段階認証が必須である。獲得できる銃の一部はMWII以降に発売された一部作品と互換性があり、ウォーゾーンモバイルのショップでセーブデータをアカウントで連携させていれば、ウォーゾーンモバイル側で獲得した銃、オペレーター、キルストリーク、バトルパスおよび獲得EXP、エンブレムをMWII以降に持ち越すことが可能である。ただし、ウォーゾーンモバイルで購入したリーサル、タクティカルは共有されず、MWIII用の銃をMWII本編で使用することはできない。

## 沿革
- 2022年9月17日〜21日、23日〜27日(日本時間)にかけてオープンベータテストが開催[26]。
- 2022年10月21日、デジタル版を予約購入したプレイヤー限定でキャンペーンモードの早期アクセスが実施[13]。
- 2022年10月28日、『コール オブ デューティ モダン・ウォーフェアII』が発売。プレシーズンが開始[13]。
- 2022年11月16日、「シーズン01」と『CoD ウォーゾーン (2022年のゲーム)』が配信。バトルパスが追加された[27]。
- 2022年12月15日、ミッドシーズンアップデートの「シーズン01リローデッド」が配信[5]。
- 2023年2月16日、「シーズン02」が配信[19]。
- 2023年3月16日、「シーズン02リローデッド」が配信[28]。
- 2023年4月13日、「シーズン03」が配信[6]。
- 2023年5月11日、「シーズン03リローデッド」が配信[29]。
- 2023年6月15日、「シーズン04」が配信[30]。
- 2023年7月13日、「シーズン04リローデッド」が配信[31]。
- 2023年8月3日、「シーズン05」が配信[32]。
- 2023年8月31日、「シーズン05リローデッド」が配信[33]。
- 2023年9月27日、「シーズン06」が配信。[34]

## 登場人物
本作では5人のキャラクターを操作できるが基本的にはソープとギャズの目線で物語が描かれる。

### タスクフォース141
ジョン・プライス大尉
英語版声優：バリー・スローン
日本語吹き替え:斉藤次郎
タスクフォース141所属の伝説的なSAS隊員。前作MWから引き続き登場する。ブッシュハットと口髭が特徴。敵には無慈悲として恐れられ、味方には思いやりがあるとして信頼されている。
ギャズと共に欧州方面での作戦行動をラズウェルと共同して実施する。
コールサインは「Bravo 0-6」
詳細は「プライス大尉」
ジョン・"ソープ"・マクタビッシュ軍曹
英語版声優：ニール・エリス
日本語吹き替え : 木内太郎
タスクフォース141所属のSAS隊員。スコットランド出身。階級は軍曹で、部隊内では狙撃兵を担当する。CoD4MW〜旧MW3までに登場したプレイアブルキャラクターと同名のキャラクター。旧作シリーズから容姿が変更されるキャラクターが多い中､ソープは旧作同様のモヒカンヘアーを続けている。ただし階級は大尉ではなく軍曹なので、過去作で部下だったゴーストとは立場が入れ替わっている。キャンペーンの操作キャラクター表記ではファーストネームがジョンとなっているが、ゴーストからの呼び名やマルチプレイヤーでの表記はジョニーとなっている。負けず嫌いで明るい性格でもあり、時には戦闘中にジョークを言うこともある。
コールサインは「Bravo 7-1」
カイル・"ギャズ"・ギャリック三等軍曹
英語版声優：エリオット・ナイト
日本語吹替：佐々木啓夫
タスクフォース141所属のSAS隊員。前作MWから引き続き登場する。階級は三等軍曹。前作での引き抜きから月日が流れ、プライス始め141の面子からは『ギャズ』と呼ばれるようになる程の信頼を得ている。前作では善悪の境界線で苦悩していたが､今作ではすでにその迷いを断ち切り､違法な非正規戦に従事する。過去作でお馴染みだったユニオンジャックパッチ付き野球帽を被る場面も見られる。コールサインは「Bravo 6-2」
サイモン・"ゴースト"・ライリー中尉
英語版声優：サムエル・ローキン
日本語吹替：武田幸史
タスクフォース141所属のSAS隊員。前作MWから引き続き登場する。階級は中尉。バラクラバの上に髑髏の仮面を付けているのが特徴で、本名以外の素性は全て謎に包まれている。潜入工作のスペシャリストであり、ゲリラ戦やあらゆる危険な区域での任務を単独で遂行する実績を多く持つ。旧MWシリーズではソープの部下だったが、本作では主にソープの上官として頼りがいのあるタフガイ的な面が多い。
ソープとは軽口を叩き合う仲で、ウイスキーではバーボン派。
コールサインは「Bravo 0-7」
アレハンドロ・ヴァルガス大佐
英語版声優：アラン・メサ
日本語吹替：藤沼建人
タスクフォース141に協力するメキシコ軍特殊作戦群の特殊部隊「ロス・バケロス」の司令官。階級は大佐。ラス・アルマスで育ったため、ラス・アルマス・カルテルの事情や常識に精通している。闇社会に覆われた地元を守る為にカウボーイの道を選び、特殊作戦群に志願した。仲間思いが強いことからロドルフォを始め、多くの部下に慕われている。ロドルフォ曰く連隊で一番タフな男であり、バケロスの間では『アレハンドロを殺せるのはアレハンドロだけ』という内輪ネタまで存在する。ラズウェルからはファーストネームで呼ばれる事もあり、旧知の仲である事がうかがえる。終盤、シャドウカンパニーによって基地が占領され、自身も囚われるが、最終的にタスクフォースと共に基地を奪還。最後のミサイルのあるシカゴへと向かうゴーストとソープに別れを告げた。
コールサインは「Victor 1-1」
ロドルフォ・パラ少佐
英語版声優：バジャルド・デ・ムルギア
タスクフォース141に協力するメキシコ軍特殊部隊「ロス・バケロス」の副司令官。階級は少佐。愛称は「ルディ」。アレハンドロとは共に入隊した頃からの長い付き合いであり、長年のバディとして彼を支え続けている。キャンペーンではハッサンらに銃撃を受け、重傷を負ったが次のミッションでは全治している。
コールサインは「Victor 0-3」
ロドリゲス
タスクフォース141に協力するメキシコ軍特殊部隊「ロス・バケロス」の隊員。カルテルの拠点襲撃時、カルテルに雇われたメキシコ軍の攻撃から逃走中に狙撃され崖から転落死する。
コールサインは「Victor 1-4」
ロペス
タスクフォース141に協力するメキシコ軍特殊部隊「ロス・バケロス」の隊員。ロドリゲスと同様にメキシコ軍の攻撃で死亡する。
コールサインは「Victor 2-1」

### CIA（アメリカ中央情報局）
ケイト・ラズウェル
日本語吹替：小林さとみ
英語版声優：リヤ・キールステッド
CIAのアナリスト。前作MWから引き続き登場する。前作では後方からの通信支援をしていたが、本作では彼女も直接現場に向かうことになった。ミッション「威力偵察」で麻薬カルテルに襲撃され拉致されるがイランに輸送される途中にプライスらTF141とULFが奪還作戦を行い救出した。キャンペーンミッション「威力偵察」にて、妻がいる旨の発言をするため同性愛者と見られるが真偽は不明。
コールサインは「Watcher 1」
シェパード
日本語吹替：大塚明夫
英語版声優：グレン・モーシャワー
アメリカ陸軍の大将でありタスクフォース141の司令官。2009年発売の旧MW2に登場したキャラクターと同名でコールサインも同様。ただし世界観の一新に伴い容姿は大きく異なり、髪と口髭を生やしていない。声優も英語・日本語吹き替え共に異なる。行方不明になったアメリカ製ミサイルを確保するためにタスクフォース141とメキシコ特殊作戦群、及びシャドウ・カンパニーを指揮する。最終的に自分の違法行動が露見した為逃亡した。コールサインは「ゴールド・イーグル」

### シャドウ・カンパニー
フィリップ・グレイブス
日本語吹替：田邉安彦
英語版声優：ウォーレン・コール
民間軍事会社「シャドウ・カンパニー」のCEO。シェパードの指揮下にありタスクフォース141とは協力関係にあったが終盤でミサイルに関わる秘密の口封じのために敵対し、ロス・バケロスの基地を占領する。逃げたソープたちを追跡する際に、部下達を引き連れて近隣の市街地で民間人を無差別に虐殺するなど犯罪行為にすら手を染める。しかし､タスクフォース141とロス・バケロスの共同チーム「ゴーストチーム」の襲撃を受け逃走。追い詰められ､戦車に乗り込み､ソープとロドルフォを殺害しようとするが搭乗した戦車を破壊され､死亡したと思われていたが、後にシーズン05のシネマティックにおいて実際には戦車に搭乗しておらず生存していたことが判明する。コールサインは「Shadow 0-1」
ディパオロ
シャドウ・カンパニーの隊員。シェパードの依頼でエリクソンとバンスと共に極秘輸送任務の護衛を務めていたが、ロシアのPMCの襲撃を受け、RPG-7の直撃を受けたがかろうじて生きており、拳銃に手を伸ばすがロシアPMCに見つかり、グレイブスに無線でこの事を報告しようとしたが射殺された。
エリクソン
日本語吹替：岩瀬遼平
シャドウ・カンパニーの隊員。運転手として護衛車輌を運転する。RPG-7の直撃を受け死亡した。
バンス
シャドウ・カンパニーの隊員。エリクソン共々RPG-7の直撃を受け死亡した。
シャドウ-1 TVオペレーター
シャドウ・カンパニーの隊員。AC-130に似たガンシップのTVオペレーターであり、タスクフォース141の航空支援を行う。
Shadow 3-1
シャドウ・カンパニーの隊員。アラビア語が完璧とは言えない。極秘輸送任務の護衛中に道を塞いでいたトラックをどけようとするが、敵の襲撃で死亡。
Shadow 3-2
シャドウ・カンパニーの隊員。Shadow 3-1と同様に敵の襲撃で死亡。

### アメリカ海兵隊特殊作戦コマンド・アメリカ軍
デフィールド
アメリカ海兵隊特殊作戦コマンドの伍長。搭乗機が撃墜されるも生存しており、墜落地点を攻撃してくるアル・カターラと交戦する。
コールサインは「Alpha 0-2」
Bravo 7-3
アメリカ海兵隊特殊作戦コマンドの隊員。ハッサンの隠れ家の制圧時に敵の銃撃を受けるが、ボディアーマーのおかげで一命を取り留める。固有の名前を持たないためプレイする度に名前が異なる。
バー
アメリカ海兵隊特殊作戦コマンドの軍曹。搭乗機の墜落で負傷し身動きが取れなくなる。アル・カターラとの戦闘の最中に死亡。
コールサインは「Alpha 2-3」
レイザー1
キャンペーンミッション「始末もしくは確保」に登場するアメリカ海兵隊CH-53Eのコールサイン。ソープらを輸送後に敵の対空ミサイル攻撃で墜落する。パイロットは死亡した。
キロ 0-1
キャンペーンミッション「始末もしくは確保」に登場するAH-64D アパッチ・ロングボウのコールサイン。味方からの要請により墜落したレイザー1に攻撃を仕掛けるアル・カターラの装甲車を上空から一掃した。

### イラン革命防衛隊
ハッサン・ザイアーニ
英語版声優：イブラヒム・レノ
クドス部隊の少佐であり、現アル・カターラの支援者。スキンヘッドの男性でゴーブラニの死後、アメリカや西側諸国に対し復讐を果たすためアル・カターラやラス・アルマス・カルテルに協力する。支援の影響かアル・カターラは暗視ゴーグルや対空ミサイル、装輪装甲車(APC)など正規軍並みの装備品を保有し、以前とは比べ物にならないほど強化された。キャンペーン中盤でタスクフォース141とメキシコ特殊部隊、シャドウカンパニーによって捕らえられたが拘束の理由がないうえ違法であったことを理由に釈放される。終盤、シカゴで巡航ミサイルを使用しペンタゴンへの攻撃を企てるが、乱戦ののちにミサイル制御装置をソープに奪われミサイルを破壊され、激昂。ソープを追い詰めビルから落とそうとするもゴーストに眉間を撃ち抜かれ死亡した。
ゴーブラニ
クドス部隊の将軍。キャンペーン冒頭にてアル・マズラでロシア人と取引していたところ、シャドウカンパニーの巡航ミサイル攻撃を受け死亡。

### アル・カターラ
ハディル・カリム
レイドミッションに登場。ファラの兄でアル・カターラの幹部。ロシアの超国家主義者がウルジクスタンへの侵略を試みていることを知り核攻撃で対抗しようとするが、それを止めようとするアレックス、ファラ、プライス達との戦いの末負傷し、死ぬ間際マカロフと思われる人物の存在をファラ達に仄めかす。

### ラス・アルマス・カルテル
ヴァレリア・ガルザ
日本語吹替：ニケライ・ファラナーゼ
英語版声優：マリア・エリサ・カマルゴ
「エル・シン・ノンブレ」と呼ばれるラス・アルマス・カルテルのリーダー。正体を隠すため、エル・シン・ノンブレお抱えの殺し屋を装っており、カルテル内で正体を知っているのはディエゴなど極少数のカルテル幹部に限る。実は元メキシコ軍特殊作戦群RED部隊隊員であり、部隊が違えどヴァルガス大佐の同僚だった。しかし当時のカルテルのリーダーであったラ・アラーニャの息子を襲撃する作戦にて裏切り、刑務所へ連れ出すつもりだった息子を山へ逃がし、ラ・アラーニャの後釜として現在のカルテルのリーダーに至る。後に捕らえられ拘留されていたがシーズン03のシネマティックにおいて脱獄する。
ディエゴ
英語版声優：ラモン・フェルナンデス
ラス・アルマス・カルテルの一員で、エル・シン・ノンブレの副官。お洒落な銃を集めるのが趣味らしく、彼の屋敷の至る所に特殊なデザインをした銃が置かれており、ディエゴ自身が身につけている銃も金ピカな.50 GS(デザートイーグル)を愛用している。ちなみにプレイヤーの行動次第で彼の死に方は変化する。

### メキシコ軍
ヌニェス大尉
ラス・アルマス・カルテルに買収されているメキシコ軍人。カルテルの指示でハッサンの隠れ家を襲撃するソープ達を迎え撃つが、ヌニョス本人や他の隊員たちは隠れ家を襲撃している勢力が分かっておらず、ライバルのカルテルと勘違いしていた。ラス・アルマス・カルテルに潜入したソープと共に尋問されるが、ソープが証拠を添えて情報を全て話したことで用済みになり、命乞いも虚しくディエゴに射殺された。階級については、ゲーム内のルート選択での会話にて「伍長を信じる」という発言があるため、実際の階級は不明。

### ウルジクスタン解放軍
ファラ・カリム
英語版声優：クラウディア・ドゥーミット
日本語吹替：足立由夏
ウルジクスタン解放軍のリーダー。前作MWから引き続き登場する。バルコフとの対決やヴェルダンスクの作戦が終わった後もウルジクスタンに戻り、未だに勢いが強まるアル・カターラなどのテロリストと戦っている。本編ではニコライや解放軍の部下と共にアル・カターラに捕まったラズウェルを救出するプライス達に協力する。

### 協力者
ニコライ
英語版声優：ステファン・カピチッチ
日本語吹替：丹沢晃之
プライスの旧友。SAS、ウルジクスタン解放軍に協力するロシア人。東欧PMC「Chimera」のリーダー。前作MWから引き続き登場する。コールサインは「Yankee 7」

### ロシア
超国家主義派　コンニPMC
ロシア大尉(Konni Captain)
超国家主義者と近い民間軍事会社「コンニ」に所属。ミサイルを輸送中のシャドウ・カンパニーを襲撃したチームのリーダー。次回作にも同名の人物が登場するが、同一人物かは不明。
ロシアPMC2
超国家主義者と近い民間軍事会社「コンニ」に所属。大尉の命令に従い襲撃に参加。車列からミサイルを発見する。
ミレーナ・ロマノヴァ
シネマティックトレーラーに登場するロシアの不動産王。正体は超国家主義者と思われ「コンニ」を民間警備隊と称して化学兵器テロに遭ったヴォンデルに派遣する。
マカロフ
超国家主義者のリーダーでキャンペーン終盤にてその名前が言及された。旧MW2、旧MW3に登場したウラジミール・マカロフと同名であり、超国家主義者のリーダーという立ち位置も同じ。

## シングルプレイ ステージ
爆撃　U.R.A アル・マズラ　2022年7月15日 16：00
サイモン・“ゴースト”・ライリー
タスクフォース141所属のゴーストはCIAのラズウェル、タスクフォース指揮官のシェパードの命令の元、シャドウ・カンパニーと共に作戦を行う。やがてゴーストはロシア人と取引を交わすイランのVIPを発見。シェパードは「Shadow0-1」こと、グレイブスにミサイル攻撃による排除を命令する。
始末もしくは確保　U.R.A アル・マズラ　2022年10月28日 1：30
ジョン・“ソープ”・マクタビッシュ
ミサイルによる暗殺任務から3ヶ月。ラズウェルはペンタゴンを訪れ、シェパードにハッサン・ザイアニ少佐が先のVIPことゴーブラニ将軍の報復を企てていることに加え、アル・カターラへの援助を彼が行なっていること、イランではなくアル・マズラに居ることを告げる。これを好機とみたシェパードは海兵隊特殊作戦コマンドをタスクフォース141のゴースト及びソープに指揮させ、彼を捕らえる事を決める。
暗殺　オランダ アムステルダム　2022年10月28日 6：00
カイル・“ギャズ”・ギャリック
ハッサンはすでに逃げ仰せていたが、代わりに先の任務でも使用されたアメリカ製の巡航ミサイルを発見した。ラズウェルはアムステルダムにてAQの工作員を追うプライス大尉らと協力し、ミサイルの密輸元、ハッサンの居場所の手掛かりを調査する。
スパイのノウハウ　オランダ アムステルダム　2022年10月29日 8：00
カイル・“ギャズ”・ギャリック
AQとカルテルが話し合う中、その隣にプライスはいた。ラズウェルはギャズに注射器を渡し、自身は脱出の手配をすると告げる。
国境線　アメリカ・メキシコ国境　2022年10月29日 22：00
ロドルフォ・パラ　
ハッサンはメキシコにいると判明。ラズウェルは旧知の仲であろうメキシコ軍特殊作戦群「ロス・バケロス」のアレハンドロ・ヴァルガス大佐にハッサンの国境越えを阻止して欲しいと頼む。了承したアレハンドロはロドルフォと共に現場へ向かう。
カルテルの保護　メキシコ ラス・アルマス　2022年10月30日　10：00
ジョン・“ソープ”・マクタビッシュ　
ハッサンはカルテルに保護され、アメリカへとミサイルを運んでいることが判明。その数とターゲットは不明。ハッサンを捕らえ尋問するためにシェパードはタスクフォースからゴーストとソープをメキシコの特殊部隊に合流させ、その支援のためにシャドウ・カンパニーを派遣する。余談ながら前のミッションで立てなくなるほどの重傷を負ったロドルフォだが、約1日しか経っていないこのミッションで既に全治している。　
近接航空支援　メキシコ ラス・アルマス　2022年10月30日　13：00
シャドウ-1 TVオペレーター
カルテルに雇われたメキシコ軍の攻撃をシャドウ・カンパニーの支援によって切り抜け、ハッサンの隠れる屋敷へとたどり着いたソープら。地上で動く彼らをシャドウは空から援護する。　
ハードポイント　メキシコ ラス・アルマス　2022年10月30日　　
シャドウ-1 TVオペレーター　
航空支援によりハッサンは確保されたが、 グレイブスとその地上部隊はカルテルの増援部隊と対峙する。
威力偵察　スペイン　2022年10月31日　11：00
カイル・“ギャズ”・ギャリック　
タスクフォースはハッサンを捕らえるが、拘束は違法でありその理由も無い。手を下す訳にもいかない為、彼を解放する。しかし彼のスマホをハックした折に、スペインにいるカルテルと通話していたことがわかった。ミサイルを発見するべくギリースーツに身を包み、現地へとプライスらは赴く。　
火力とタイミング　ウルジクスタン　2022年11月1日　16：00
カイル・“ギャズ”・ギャリック　　　
ラズウェルはAQによって捕らえられるがまだ生存していた。彼女を救うべく、プライスは旧友のニコライやウルジクスタンでAQやロシア軍と戦うファラの協力を得る。
エル・シン・ノンブレ　メキシコ ラス・アルマス　2022年11月1日　23：00
ジョン・“ソープ”・マクタビッシュ　
ラズウェルは助け出され、協力してくれたファラに別れを告げた。彼女曰くスペインには誘導装置しかなく、それはロシアから手に入れた物とだという。ミサイルの居所を知るもうハッサン以外のもう1人の人物を捕らえ、尋問するべく、ソープはカルテルの副官の屋敷に自ら率先して潜入する。余談ながらこのミッションではCOD4 MWの有名なセリフのオマージュがカルテルの副官ディエゴより発せられる。
嵐の予感　メキシコ湾　2022年11月2日　17：00
ジョン・“ソープ”・マクタビッシュ　
エル・シン・ノンブレことヴァレリアの尋問によって得られた座標からカルテルの密輸の受け渡し拠点となっている稼働していない石油リグにミサイルのコンテナがある事が判明し、タスクフォース141、シャドウ・カンパニー、ロス・バケロスがこれを襲撃する。
孤軍奮闘　メキシコ ラス・アルマス　2022年11月3日　00：00
ジョン・“ソープ”・マクタビッシュ　
突如裏切ったグレイブスらシャドウ・カンパニーによってアレハンドロは拘束され、ゴーストととも逸れてしまい、ソープ自身も負傷する。ラス・アルマスで民間人を虐殺し、タスクフォースを探すシャドウの目を掻い潜り、ゴーストのアドバイスやサバイバル術を駆使して、ソープはゴーストと合流して街からの脱出を図る。
脱獄　メキシコ ラス・アルマス　2022年11月3日　4：00
ジョン・“ソープ”・マクタビッシュ　
街から脱出したソープとゴーストはアレハンドロの隠れ家で無事であったロドルフォと合流する。アレハンドロや囚われたバケロス達を救出するため、3人はラス・アルマス郊外の旧刑務所へと向かう。
後の祭り　U.R.A アル・マズラ　2022年8月12日　3：00
シャドウ・カンパニー　ディパオロ
2ヶ月前、中東でロシアと戦う同盟国にアメリカのミサイルを供与(横流し)するためにシェパードが立案し、シャドウ・カンパニーが護衛を務めた任務。何も問題ない牛乳配達だったが、計画に不具合が生じていた。
ゴーストチーム　メキシコ ラス・アルマス　2022年11月3日　16：30
ジョン・“ソープ”・マクタビッシュ　　
カイル・“ギャズ”・ギャリック　　　
プライス達の救援もあってアレハンドロらの救出に成功したタスクフォースはグレイブスらシャドウが占領したロス・バケロスの基地を奪い返すべく、合同タスクフォース“ゴーストチーム”を編成し、基地へと乗り込む。
カウントダウン アメリカ　シカゴ 2022年11月4日　02:00
ジョン・“ソープ”・マクタビッシュ
サイモン・“ゴースト”・ライリー
ヴァレリアからの情報によりハッサンとミサイルの最後の一発がアメリカのシカゴにあることが発覚する。ハッサンを始末しミサイル攻撃を阻止すべく、タスクフォース141と米海兵隊はハッサンが潜むラス・アルマス・カルテルの所有する高層ビルに乗り込んで行く。

## マルチプレイモード
マップの種類に基づいてコアマップモード（6人対6人）とバトルマップモード（最大32人対32人）に分けられる。

### コアマップモード
フリー・フォー・オール
全員を排除する。30キルを達成すると終了となり、上位3名が勝利する。
チームデスマッチ
100キルしたチームが勝利する。試合時間は12分。
キルコンファームド
倒された敵が落とすドッグタグを多く拾ったチームが勝利する。味方のドッグタグを拾うと敵の得点を阻止する。
ドミネーション
A,B,Cのゾーンを確保する。200ポイントに達したチームが勝利する。
ハードポイント
1分ごとに切り替わるゾーンを確保する。250ポイントを獲得したチームが勝利する。
ヘッドクォーター
切り替わるゾーンを確保する。確保したチームのリスポーンは無効となる。200ポイントを獲得したチームが勝利する。
サーチ・アンド・デストロイ
攻撃チームは目標に爆弾を仕掛け、防衛チームはそれを阻止する。リスポーン無効。4ラウンド先取したチームがマッチに勝利する。
プリズナーレスキュー
人質を見つけて救出するチームとそれを阻止するチームにわかれる新モード。リスポーン無効でチームメイトの蘇生が有効。500ポイントに到達したチームが勝利となる。
ノックアウト
現金の入った袋を巡って戦う新モード。リスポーン無効でチームメイトの蘇生が有効。5ラウンドを先取したチームが勝利する。
コントロール
攻撃チームは2つのゾーンを制圧し、防衛チームはそれを阻止する。目標を1つ制圧すると時間が延長する。各チームのライフ数は30。3ラウンドを先取したチームが勝利する。

### 追加されたゲームモード
サイバーアタック
すべての敵プレイヤーを排除するか、中立の爆弾を設置して敵の目標を破壊すると勝利する。 リスポーン無効でチームメイトの蘇生が有効。「シーズン01リローデッド」の期間中にプレイリストに追加。後にクイックプレイに追加。
バウンティ
多くのキルを獲得したチームが勝利する。各チームのリーダーを倒すと追加のポイントを得る。「シーズン01リローデッド」の期間中にプレイリストに追加。後にクイックプレイに追加。
サードパーソン・モッシュピット
『CoD モダン・ウォーフェア2』でも採用されたサードパーソンのプレイリストが復活した。
インフェクテッド
ガンゲーム
グラインド
敵のドッグタグをゾーンに預ける。一度に預けるドッグタグが多いほど獲得ポイントが増加する。「シーズン02」にて追加。
10V10 モッシュピット
コアマップで行われる10人対10人。「シーズン02」の期間中に追加。
ドロップゾーン
ゾーンを制圧してポイントを獲得する。キルストリークが入ったケアパッケージが投下される。

### バトルマップモード
グラウンドウォー
『CoD モダン・ウォーフェア』で登場した32対32で行われる「ドミネーション」。乗り物が登場する。250ポイントを獲得したチームが勝利する。
グラウンドウォーインベージョン
新モードの1つ「グラウンドウォーインベージョン」では専用の広大なマップでAIプレイヤーを加えた32人からなる大規模チーム同士の戦いを行い、乗り物やUAVも使用する。2000ポイントに到達したチームがマッチに勝利する。
ビッグ・キャプチャー・ザ・フラッグ
20対20で行われるキャプチャー・ザ・フラッグ。「シーズン05」にて追加。

### その他のモード
ティア1
ハードコアモードの新名称「ティア1」のプレイリスト。低いHPでHUDに制限がかかり、味方への誤射が有効となる。「シーズン01」にて追加。
CDLモッシュピット
『コール オブ デューティ リーグ』（英: Call of Duty League、CDL）のルールで行われる「CDLモッシュピット」（4人対4人）のプレイリスト。「シーズン01リローデッド」にて追加。
ランクプレイ
『コール オブ デューティ ブラックオプス コールドウォー』で初登場した『コール オブ デューティ リーグ』のルールを用いる競技モード。4人対4人。ゲームモードは「CDLハードポイント」、「CDLサーチ・アンド・デストロイ」、「CDLコントロール」。「シーズン02」にて追加。
ハードコア
オール・オア・ナッシング
ワン・イン・ザ・チャンバー
パーティーモード
「インフェクテッド」、「ガンゲーム」、「オール・オア・ナッシング」、「ワン・イン・ザ・チャンバー」のプレイリスト。「シーズン02リローデッド」にて追加。
クローズクォーター
小規模なマップのプレイリスト。
ガンファイト
ラウンド制の2人対2人。「シーズン03」にて追加。
クランク
敵を倒し続けないと自動で倒されるチームデスマッチ。敵を倒すとオペレーターが強化される。
ハボック
1チームで12キルする毎に追加効果（Mod）が発動される変則型チームデスマッチ。「シーズン05」にて追加。

## マップ

### コアマップ
1. アル・バグラ・フォートレス（Al Bagra Fortress） - アル・マズラが舞台[59]。
2. ブレーンベルフホテル（Breenbergh Hotel）
3. クラウンレースウェイ（Crown Raceway） - マリーナベイ・ストリート・サーキットがモデル[60]。
4. エル・アシーロ（El Asilo） - 期間限定でハロウィン仕様のマップが登場した[34]。
5. エンバシー（Embassy） - アル・マズラにあるアメリカ大使館[59]。期間限定でハロウィン仕様のマップが登場した[34]。
6. ファーム18（Farm 18）
7. メルカド・ラス・アルマス（Mercado Las Almas）
8. サンタ・セニャ・ボーダークロス（Santa Sena Border Crossing）
9. タラク（Taraq） - アル・マズラが舞台[59]。
10. ザルクワ・ハイドロエレクトリック（Zarqwa Hydroelectric） - アル・マズラの水力発電所[59][61]。

### 追加されたコアマップ
1. シップメント（Shipment） - リメイクされたマップ。『コール オブ デューティ4 モダン・ウォーフェア』で初登場し、人気の高い定番のマップ。公海の貨物船が舞台。「シーズン01」にて追加。期間限定でホリデー仕様のマップが登場した[5][62]。
2. シュートハウス（Shoot House） - 『コール オブ デューティ モダン・ウォーフェア (2019年のゲーム)』で初登場し、ユーザーから人気のコンパクトなマップ。ラス・アルマスにある訓練施設。「シーズン01」にて追加[63][64][65]。
3. ドーム（Dome） - 『コール オブ デューティ モダン・ウォーフェア3』で初登場したマップ。アル・マズラが舞台。「シーズン02」にて追加[50][66]。
4. ヴァルデラス・ミュージアム（Valderas Museum） - J・ポール・ゲティ美術館がモデル[60]。「シーズン02」にて追加[19]。
5. ヒンメルマット・エキスポ（Himmelmatt Expo） - スイスのアルプス山脈が舞台。「シーズン02リローデッド」にて追加[28][67][68]。
6. ブラックゴールド（Black Gold） - 本作初の夜間作戦のコアマップ。アル・マズラにあるロハンオイル精製所が舞台。「シーズン03」にて追加[6][69]。
7. ペラーヨライトハウス（Pelayo's Lighthouse） - スペインの島が舞台。「シーズン03」にて追加[6][70]。
8. アルボランハチャリー（Alboran Hatchery） - ガリシア州の孵化場。「シーズン03リローデッド」にて追加[71]。
9. クンスタナー・ディストリクト（Kunstenaar District） - ヴォンデルの芸術地区。「シーズン04」にて追加[30][72]。
10. ショーダウン（Showdown） - 『コール オブ デューティ4 モダン・ウォーフェア』で初登場したマップ。アル・マズラが舞台。「シーズン04」にて追加[30][73]。
11. ヴォンデル・ウォーターフロント（Vondel Waterfront） - 「シーズン04リローデッド」にて追加[31][74]。
12. プンタマール（Punta Mar） - ラス・アルマスにある海辺の観光地。「シーズン05」にて追加[32][75]。
13. ストライク（Strike） -  『コール オブ デューティ4 モダン・ウォーフェア』で初登場したマップ。ウルジクスタンにある市街地。「シーズン05」にて追加[32][76]。
14. DRCゾーン1（DRC Zone 1） - ディフェンス・リサーチ・センターのゾーン1が舞台。「シーズン05リローデッド」にて追加[33][77]。
15. ラ・カーサ（La Casa） - ラス・アルマス中心部に位置する豪奢な地所。「シーズン06」にて追加。[34]
16. コロビレッジ（Koro Village） - 『コール オブ デューティ2』で登場した「Toujane」のリメイクマップ。「シーズン06」にて追加。[34]

### バトルマップ
1. Guijarro
2. Sa'id
3. Santa Seña
4. Sariff Bay[61]
5. Taraq

### 追加されたバトルマップ
1. アル・マリク・インターナショナル（Al Malik International） - アル・マズラの空港。「シーズン02」にて追加[19][50]。
2. ザヤオブザーバトリー（Zaya Observatory） - 「シーズン02」にて追加[19]。
3. ロハンオイル（Rohan Oil） - 「シーズン03」にて追加[6]。
4. サティーク・ケイブ・コンプレックス（Sattiq Cave Complex） - 「シーズン03」にて追加[6]。
5. アークダー・ビレッジ（Ahkdar Village） - 「シーズン04」にて追加[30]。
6. マウィゼマーシュ（Mawizeh Marshlands） - 「シーズン04」にて追加[30]。

### ガンファイト
1. アリー（Alley） - アル・マズラが舞台。「シーズン03」にて追加[6]。
2. ブラックサイト（Blacksite） - アル・マズラの新たな強制収容所。「シーズン03」にて追加[6]。
3. シップメント（Shipment） - 「シーズン03」にて追加[6]。
4. エグジビット（Exhibit） - 「シーズン03」にて追加[6]。
5. ペントハウス（Penthouse） - シカゴの中心部。「シーズン04」にて追加[30]。
6. メルカド（Mercado） - ラス・アルマスが舞台。「シーズン04」にて追加[30]。
7. ラウンジ（Lounge） -  「シーズン05」にて追加[32]。
8. カナル（Canal） - ヴォンデルが舞台。「シーズン05」にて追加[32]。
9. キング（King） - 『コール オブ デューティ モダン・ウォーフェア (2019年のゲーム)』で初登場したマップ。「シーズン06」にて追加[34]。
10. ファイト（Fight） - 射撃演習場が舞台。「シーズン06」にて追加[34]。

## 協力プレイ
スペシャルオプス
ローンチ時に3つの任務が登場した。
スペシャルオプス レイド: アトムグラッド
プレイヤーはプライス、ギャズ、ファラとなり、ウルジクスタンの地下バンカーへ潜入し、先に潜入したアレックスのチームの捜索とバンカーの調査をする。全4エピソード。フレンド2人もしくはパーティー検索が必要で全員に連携が求められる。「シーズン01リローデッド」から「シーズン04リローデッド」で追加。
ストーリー
2022年12月。プライス、ギャズ、ファラはラズウェルに失踪したアレックスの捜査を命じられる。アレックスは数人のULF戦闘員とともにウルジクスタンのサティーク山脈で最近発見されたソ連時代のバンカーに潜入していた。プライス達はバンカーに侵入し、そこにソ連製の熱核ミサイルが保管されていること、そしてアレックスに同行していたULFの戦闘員がAQに殺害されたことを知る。チームはバンカーの奥へ進み、ミサイルの弾頭は盗まれていたものの唯一の生存者であるアレックスと合流する。アレックスはファラの兄ハディルが脱獄してAQの幹部を務めており、自身を生かして「任務に協力するか、来た道を引き返すか」というメッセージをファラに伝えさせたと明かす。
ギャズが施設を出てラズウェルに情報を伝え、プライスとファラはアレックスとバンカーのさらに奥へと進んでハディルを追跡する。途中でハディルとその部下によって身柄を拘束されるも、プライス達は逃走し、ハディルの追跡を続ける。
核弾頭を確保した後、プライス、ファラ、アレックスはハディルがエレベーターでバンカーから脱出するのを止めるためにエレベーターの機構を破壊し、致命傷を負ったハディルと対峙する。ハディルは「本物のロシア人」がウルジクスタンを狙っていると警告し、弾頭を使うようファラを説得しようとするも、力尽きて死亡する。その後、プライスらはバンカーから脱出し、弾頭の処分に向かうULFと別れを告げる。

## オペレーター
マルチモードでは「SpecGru」と「KorTac」という2つの民間軍事会社の戦闘という設定になる。
SpecGru(スペックグルー)
スペックグルー [レンジャーオペレーター]
初期から使用可能。初期スキンではマルチカムのBDUを着用する。モデルは米軍の第75レンジャー連隊。プロフィールはアメリカ国籍で英語話者である事のみ設定されている。
CDL男性/女性(ホーム)  [CDL 西軍オペレーター]
Call of Dutyリーグ(CDL)で使用されているものと同じスキン。吹き出しは「CDL 西軍オペレーター」表記となるが男性の場合レンジャーオペレーター、女性の場合クレオのボイスがそのまま流れる。「シーズン01」にて追加。
ニーラ・"ノヴァ"・ブラウン
イギリス海兵隊第42コマンドー出身の女性オペレーター。空軍にいたことがあり、海兵隊でも撃墜されたパイロットの救出に従事した。
グスタボ・"ガス"・ロドリゲス
コスタリカ公安部隊特殊介入部隊(UEI)出身のオペレーター。要人警護の専門家。知り合いのアメリカ海兵隊員が地元のラス・アルマス・カルテルに立ち向かったことをきっかけに警察に志願する。
ウォン・"ジモ"・ズーチャン
日本語吹替：内匠靖明
中国人民解放軍「利刃突撃隊」出身のオペレーター。天津市の工業地帯で育ったゆえハイテクに興味を持ち、ロケット軍を退役後はPMC業界で活躍する。
ヘスース・"チュイ"・オルダス
メキシコ陸軍特殊作戦群出身のオペレーター。物心つくころからカルテルの構成員だったが脱走して軍に入隊する。ヴァレリアがいた部隊に所属したことがあり、彼女の裏切りを目の当たりにしている。ヴァルガス大佐の推薦でSpecGruに入った。
ツェ・"ルナ"・ミンスー
CIAのSADに所属する女性。シンガポール系アメリカ人でウエストポイント士官学校を卒業。ロンドンのテロ攻撃(『MW』での事件)に関与したアル・カターラの摘発に従事した。
クレオパトロス・"クレオ"・ガブラス
ギリシャ陸軍ゼータ陸海共同奇襲部隊出身の女性オペレーター。経済危機により大学に入学することが叶わず軍に入隊する。
ソビスラフ・"グロムスコ"・コシチュシュコ
ポーランド特別軍GROM出身のオペレーター。中世のフサリアに強い影響を受けており、現代のフサリアであるGROMに入隊し秘密作戦と戦闘医療に習熟する。
エンツォ・"レイエス"
カナダ陸軍特殊作戦連隊出身のオペレーター。フランス系カナダ人で狩猟と世界史を学び、軍では少人数のチームでアルマズラとウルジクスタンで複数の作戦に参加した。
サイモン・"ゴースト"・ライリー
タスクフォース141兼SAS所属。TF141のメンバーは秘蔵版購入特典スキン「レッドチーム141オペレーターパック」にて全員髑髏のマスクを着用。
ジョン・"プライス"
タスクフォース141兼SAS所属。上記の通り髑髏のマスクを着用。「シーズン01・リローデッド」にて従来の姿を模したスキンが追加。
ジョン・"ソープ"・マクタビッシュ
タスクフォース141兼SAS所属。上記の通り髑髏のマスクを着用。
"ファラ"・カリム
タスクフォース141兼ウルジクスタン解放軍所属。上記の通り髑髏のマスクを着用。
カイル・"ギャズ"・ギャリック
タスクフォース141兼SAS所属。他のTF141メンバーと違い髑髏のマスクを着用しない。元々はキャンペーンでメインキャラクターとして登場していたが「シーズン01・リローデッド」にてマルチプレイで使用できるオペレーターとして追加。
リオネル・"メッシ"
実在するサッカー選手をモデルにしたオペレーター。「シーズン01・リローデッド」にて追加。
ポール・"ポグバ"
実在するサッカー選手をモデルにしたオペレーター。「シーズン01・リローデッド」にて追加。
ダニエル・"ローニン"・シノダ
日本語吹替：梶川翔平
米特殊部隊出身のオペレーター。日系アメリカ人。前作から引き続き登場。「シーズン02・リローデッド」にて追加。
アレハンドロ・"ヴァルガス"
メキシコ軍特殊作戦群の特殊部隊「ロス・バケロス」の司令官。元々はキャンペーンでメインキャラクターとして登場していたが「シーズン03」にてマルチプレイで使用できるオペレーターとして追加。
ケビン・"デュラント"
実在するプロバスケットボール選手をモデルにしたオペレーター。「シーズン03・リローテッド」にて追加。
"アレックス"
元CIAのSAD所属。現在はウルジクスタン解放軍に所属しファラの補佐として活動している。前作から引き続き登場。左義足が特徴で、一部のスキンには左足を失う前のスキンも存在する。「シーズン03・リローテッド」にて追加。
"ティムザタットマン"
実在するゲームストリーマーをモデルにしたオペレーター。「シーズン03・リローテッド」にて追加されたが、後述の問題を受けてシーズン途中でバンドルの販売が停止された。
"ブッチ"
プロフィールは一切不明だが、星条旗風のカラーリングが施されたマスクと服を着用。何故かレンジャーオペレーターのボイスがそのまま流れる。「シーズン04」にて追加。
"イオ"
BlackCell所属のオペレーター。フードを被った女性だがアトム同様金色のマスクを着用しており素性は一切不明。一切喋らないが時よりため息のような声を漏らすことがある。マッチ中の動きによって服装の色が変化する(黒↔白)。「シーズン04」にて追加。
アニー・"スターライト"・ジャニュアリー
日本語吹替：山咲しづ香
ドラマ『ザ・ボーイズ』に登場するキャラクターをモデルにしたオペレーター。電気を操り手から光弾を放ったり、片手で車を持ち上げる怪力の持ち主。「シーズン04・リローテッド」にて追加。
"LALA CROFT"
日本語吹替：甲斐田裕子
『トゥームレイダーシリーズ』の主人公をモデルにしたオペレーター。「シーズン05・リローテッド」にて追加。
"スヌープ"・ドッグ
実在するラッパーをモデルにしたオペレーター。CoDシリーズとのコラボはゴースト、ヴァンガード、モバイルに続いて4作目となる。「シーズン05」および「MWIII・シーズン03」にて追加。
"アーサー"
シャドウ・カンパニー所属のオペレーター。アトム、イオ同様金色のマスクを着用しており素性は一切不明。一切喋らないが時よりため息のような声を漏らすことがある。「シーズン05」にて追加。
"アーカード"
漫画『HELLSING』の主人公をモデルにしたオペレーター。何故か日本語ボイスが存在しない。「シーズン06」にて追加。
アル・"スポーン"・シモンズ
アメコミ作品『スポーン』の主人公をモデルにしたオペレーター。「シーズン06」にて追加。
"イナリウス"
『ディアブロIV』に登場するキャラクターをモデルにしたオペレーター。「シーズン06」にて追加。
"アッシュ"・ウィリアムズ
映画『死霊のはらわたII』の主人公をモデルにしたオペレーター。「シーズン06」にて追加。
KorTac(コルタック)
コルタック [コルタックオペレーター]
初期段階から使用可能。初期スキンでは胸部分に「FS17」と刻印されたBDUを着用する。プロフィールはアメリカ国籍で英語話者である事のみ設定されている。
CDL男性/女性(アウェイ) [CDL 東軍オペレーター]
Call of Dutyリーグ(CDL)で使用されているものと同じスキン。吹き出しは「CDL 東軍オペレーター」表記となるが男性の場合コルタックオペレーター、女性の場合ローズのボイスがそのまま流れる。「シーズン01」にて追加。
"フェンダー"・タカクス
ハンガリー国防軍出身のオペレーター。CIA工作員の父親とゲリラ活動家の母親の私生児であり、ソ連傘下のハンガリーで幼少期を過ごす。素性を隠すため改造したヘルメットを着用する。
トーア・"アクセル"・エリクセン
ノルウェー海軍猟兵中隊出身のオペレーター。ヴァイキングの文化に触れ航海やダイビングに親しみ、どのような環境でも作戦をこなす能力を持つ。
"ケーニヒ"
ドイツ連邦軍KSK出身のオペレーター。17歳でドイツ軍に入隊。ギリーフードで素顔を隠す。オーストリア国籍であるため同国のパッチを身につけている。
サルヴァトリース・"スティレット"・ミュゼリ
カラビニエリ(イタリア国家憲兵隊)出身の女性オペレーター。カモッラの構成員に顔を傷つけられた過去があり、カラビニエリのマフィアおよび麻薬対策部隊に所属していた。
デクラン・オ"コナー"
アイルランド国防軍レンジャー部隊出身のオペレーター。両親は北アイルランド問題での紛争に巻き込まれた過去があり戦士として育てられる。
ダーネル・"ハッチ"・ハッチンソン
日本語吹替：真木駿一
アメリカ海兵隊サイバー軍出身のオペレーター。 アメリカの元大学フットボール選手で、その後民間のサイバーセキュリティセンターで勤務した経験を活かして海兵隊サイバー軍に入隊した経歴を持つ。
"カリスト"・アラード
フランス陸軍第27山岳歩兵旅団出身の女性オペレーター。フランス王家の末裔であり、スペインで育った後に母国フランス軍のアルペン猟兵となる。
キム・"ホランギ"・ホンジン
大韓民国特殊戦司令部出身のオペレーター。青年時代にギャンブルを繰り返して地元の犯罪組織からの借金を踏み倒す目的で軍に入るが、軍では極度のリスクを伴う制圧任務に進んで参加した。ホランギは朝鮮語で「虎」を意味し、本来の発音は「ホランイ」に近い。
ロズリン・"ローズ"・ヘルムス
日本語吹替：日野佑美
アメリカ陸軍レンジャー部隊出身。前作ではジャッカルズを経てシャドウカンパニーに所属していたが、本作ではKorTacに移籍する。
サミ・"ゼロ"・ザカリア
日本語吹替：岩瀬遼平
エジプト軍「第777部隊」出身のオペレーター。元々は裕福な遊び人だったが姉がテロの犠牲になったことから軍人の道を選ぶ。
ワタナベ・"オニ"・ヒロ
英語版声優：辻大介
日本語吹替：岩崎了
警視庁SAT(日本の警察特殊部隊)出身のオペレーター。漢字では「渡辺広」。侍の末裔であり、ヤクザの幹部であった父親に反発して海外の軍に入り、その後日本の警察で働くが父親の圧力により退職した。甲冑風のアーマーが特徴で、背中に小太刀を装備している。
発売から一年間はPlayStation版独占コンテンツとして提供され、期間中PS版以外のプラットフォームでは字幕と台詞はそのままスキンのみKortacのデフォルト兵士として表示されていたが、11月5日に1100CoDポイントで購入可能なオペレーターパックが配信されたことで全てのプラットフォームで使用可能となった。
ゾサール・"ゼウス"・カル
ナイジェリア軍対テロ特殊部隊「サンダー」出身のオペレーター。軍務中に政治活動をしていた家族をアル・カターラに殺害され、制裁を加えるために「サンダー」を創設した。「シーズン01」にて追加。
"ネイマール"・ジュニオール
実在するサッカー選手をモデルにしたオペレーター。「シーズン01」にて追加。
"クラウス"・フィスカー
デンマーク軍特殊部隊出身のオペレーター。幼少期から裸眼での高い暗視能力を持つ。アル・マズラで彼が救助した兵士が大量のチョコレートを持っていたという逸話にちなみ、サンタクロースのような帽子を被るのが特徴。「シーズン01・リローデッド」にて追加。
オロク・"シュレッダー"・サキ
アメコミ作品『ティーンエイジ・ミュータント・ニンジャ・タートルズ』に登場するヴィランをモデルにしたオペレーター。漢字では「大六咲」。フット団のリーダーで刃物を備えた鎧を着用しているのが特徴。「シーズン02・リローデッド」にて追加。
"ヴァレリア"・ガルザ
メキシコ特殊作戦群出身で「エル・シン・ノンブレ」と呼ばれるラス・アルマス・カルテルのリーダー。アレハンドロと同じく元々はキャンペーンで登場したキャラクターだが「シーズン03」にて追加。
"アトム"
BlackCell所属のオペレーター。スーツと金色のマスクを着用しており素性は一切不明。「シーズン03」にて追加。
"ニックマークス"
実在するゲームストリーマーをモデルにしたオペレーター。「シーズン03・リローテッド」にて追加されたが、当人のLGBTQに関する問題発言を受けてシーズン途中でバンドルの販売が停止された。
"ニクト"
日本語吹替：宮本誉之
スペツナツ出身。前作ではAllegiance所属オペレーターとしてヴェルダンスクでCIAと協力してザカエフを追っていたが、2022年10月に無許可離隊を起こし、その後新たな部隊を率いてヴォンデルに現れる。「シーズン04」にて追加。
"イジー"
日本語吹替：遠藤綾
プロフィールは不明だが白い髮に水着と腰までウエットスーツを着た日本人女性。言語設定・リージョン関係なく何故かスティレットの日本語ボイスがそのまま流れる。「シーズン04・リローテッド」にて追加。
アナ・"ベガ"
アメリカ陸軍レンジャー部隊出身。救急隊員と予備役軍の両親のもとに育ち、女性初のレンジャーコンバットメディックとして活躍する。「シーズン04」にて追加。
ジョン・"ホームランダー"
日本語吹替：近藤浩徳
ドラマ『ザ・ボーイズ』に登場するキャラクターをモデルにしたオペレーターでヒーローチーム「セブン」のリーダー。「シーズン04・リローテッド」にて追加。
アーヴィング・"ブラック・ノワール"
ドラマ『ザ・ボーイズ』に登場するキャラクターをモデルにしたオペレーター。漆黒のアーマースーツに身を包んでいる。「シーズン04・リローテッド」にて追加。
"ベリカン"
シャドウ・カンパニー所属のオペレーター。前作に引き続き登場。今作でも全く喋らないものの、とどめの一撃を繰り出す時以外でも唸るような声を出すようになった。『ウォーゾーン (2022年のゲーム)』のDMZでボスとして先行登場した後、「シーズン05」にて追加。
オズモンド・"オズ"・ライアン
アメリカサイバー軍出身。グレーハットハッカーとして活動した後、軍と契約していたがシェパードからの要請を受けてシャドウ・カンパニーに移籍。シャドウ・カンパニーの「事実上のリーダー」としてロス・バゲロス基地占拠事件にも関与している。「シーズン05」にて追加。
"ミラ" 
プロフィール等は一切不明。「シーズン05」にて追加。
"ニッキー"・ミナージュ
実在するラッパーをモデルにしたオペレーター。「シーズン05」にて追加。
フィリップ・”グレイブス”
民間軍事会社「シャドウ・カンパニー」のCEO。元々はキャンペーンで登場したキャラクターだが「シーズン05」にて追加。
"21サヴェージ"
実在するラッパーをモデルにしたオペレーター。「シーズン05・リローテッド」にて追加。
"メイス"
日本語吹替：菊池通武
前作に引き続き登場。前作ではジャッカルズに所属していたが、本作ではシャドウ・カンパニーに移籍する。「シーズン05・リローテッド」にて追加。
"SKELETOR™"[スケルター]
日本語吹替：赤城進
『Masters of the Univers』に登場するヴィランをモデルにしたオペレーター。「シーズン06」にて追加。
"サルダウカー"
映画『DUNE/デューン 砂の惑星』に登場する皇帝直属の親衛兵をモデルにしたオペレーター。翻訳によっては「サーダカー」や「サーダーカー」とも呼ばれる。「シーズン06」にて追加。
"リリス"
『ディアブロIV』に登場するキャラクターをモデルにしたオペレーター。「シーズン06」にて追加。
"V4L"3R1A
日本語吹替：ニケライ・ファラナーゼ
ブラックセルによって開発された戦闘AI搭載アンドロイド。ヴァレリアがモデルになっているが本人が開発に関与しているかは不明。「シーズン06」にて追加。

## 登場銃火器

### ガンスミス2.0
本作では、前作よりアップデートされた「ガンスミス2.0」というシステムが実装されており、新たに採用されたツリー方式で解除される アタッチメントの「レシーバー」を変更する事で、1つの銃を完全な別銃へと変化させる事が可能(例:M4(AR)→FTAC RECON(BR)→FSS HURRICANE(SMG)等)
『ウォーゾーン (2022年のゲーム)』でDMZをプレイしてる場合、マップで取得した武器を脱出時に無事回収することでツリーの順序を飛ばして開放も可能である
他にも、条件を満たせばアタッチメント毎に「調整」という項目が現れ、バレルの長さを0.01インチ単位で調整したり、サイトのアイレリーフをユーザー好みに変更出来る等、全体的にマニアックで奥が深いシステムとなっている。
また、賛否が分かれる武器レベルシステムも改変されており、アタッチメント数は非常に多いものの、1つの武器を使用して解放した サイトやレーザー、グリップ等は、他の対応する武器やプラットフォームで共有される仕組みになっており、前作と比べると難易度は大幅に緩和されている。

## 作中に登場する国や企業名

### 架空の国家/地域
ラス アルマス(Las Almas)
メキシコ北部の山岳地帯に位置する地域。アメリカのテキサス州と接する国境を持つ。マルチプレイ用マップである「MERCADO LAS ALMAS」はこの地域に所在する都市である。麻薬カルテルに支配されており、警察や軍隊さえも買収する程支配力を強めている。
カルテルはテロ組織であるアル・カターラとも手を組んでいる。
アダル連合共和国(United Republic of Adal)
西アジアのコーカサス地方に位置する連合国家。首都は『ウォーゾーン (2022年のゲーム)』の主戦場となる「アル・マズラ」で、その他マルチプレイのマップである「ZARQWA HYDROELECTRIC」や「TARAQ」も本国に所在する地域である。アラビア語を母国語とし、北はロシア連邦、東〜南西はウルジクスタンと接する国境を持つ。
アル・マズラ(Al Mazrah)
アダル連合共和国の首都で、キャンペーン及びマルチプレイや『ウォーゾーン (2022年のゲーム)』の舞台。空港や水力発電所、天文台やパイプラインなど様々な施設が存在する。集落や住宅街も点在するが、一部は水没している。また、特定のエリアは放射能により汚染され、侵入するとダメージを受ける。時間が経過するとともに風で放射能が拡散して汚染区域が広がるため長居は不可能である。
ウルジクスタン(Urzikstan)
コーカサス地方の黒海の先端に位置する半島で、北と北西をアダル連合共和国、北東をロシア連邦、東〜南西をグルジアと接する国境を持つ国。首都はMW(2019)のキャンペーンモードのステージとして登場した「Sakhra」。今作に登場するオペレーター「ファラ・カリム」の出身国であり、彼女は1999年に発生したロシア軍のウルジクスタン侵攻により、父親を殺害されている。現在はアル・カターラがファラの率いる解放軍とロシア軍を両方を相手取って対立している。
カストビア(Kastovia)
「MW(2019)」「BOCW」及び今作「MWII」にて登場する国名。コーカサス地方に位置する旧ソビエト連邦の構成国であり、北はロシア連邦、西はジョージアと接した国境を持つ。首都は「Warzone」の主戦場となった「Verdansk」。また、ロシア連邦の旧首都であり、前作「MW」のマルチプレイ用マップとして登場した「St.Petrograd」も本国に所在する都市である。カレド・アル・アサド率いるアル・カターラの侵攻を受けた。
本作に登場する「Kastov 762」「Kastov 545」「Kastov-74u」はこの国で製造されている銃である。
ヴォンデル(Vondel)
オランダの都市でありシーズン4の新マップおよびDMZミッションの舞台。化学兵器テロが発生し民間防衛隊(正体はコンニグループ)によって封鎖されたものの、ニクトが率いる武装勢力が奪還のため動き交戦する。

### 架空の企業
シャドウ・カンパニー(Shadow Company)
アメリカの民間軍事会社。CEOはフィリップ・グレイブス。シェパード将軍が契約しており、キャンペーンで登場する。シーズン05アップデートにてマルチプレイで使用可能なオペレーターが追加された。
コンニ・グループ(Konni Group)
ロシアの民間軍事会社。キャンペーン中では『ロシアPMC』と表記。『ウォーゾーン (2022年のゲーム)』のDMZでも『ヴォンデルの民間警備会社』としてのAI敵や、派閥任務を依頼してくる『クラウン』というイギリスの民間軍事会社の正体として登場し、期間限定イベントのシャドウシージにてマカロフが司令官であると明かされた。Конни(コンニ)とは本来ロシア語で「コニー」と読み、プーチン大統領の愛犬などに名付けられている。
スペックグルー(SpecGru)
マルチプレイモードで所属派閥の一つとなる民間軍事会社。UKチームリーダー(コールサインは「Baseplate」)、DEチームリーダー(コールサインは「Zentral」)から指示を受けている。プライスらTF141のメンバーやウルジクスタン解放軍のファラとアレックスも所属している。
コルタック(Kortac)
マルチプレイモードで所属派閥の一つとなる民間軍事会社。RSチームリーダー(コールサインは「Majka」)、SAチームリーダー(コールサインは「Ridgeback」)から指示を受けている。デフォルトオペレーターのスキンとアーサーを除くシャドウ・カンパニーのオペレーターは全員コルタックに所属している。また、ヴァレリアも所属している。
ザ・リージョン(The Legion)
『ウォーゾーン (2022年のゲーム)』のDMZに登場する、アメリカ大陸を拠点とする民間軍事会社。
ホワイトロータス(White Lotus)
『ウォーゾーン (2022年のゲーム)』のDMZに登場する、アジア数カ国を拠点とする民間軍事会社。
ブラックマウス(Black Mous)
『ウォーゾーン (2022年のゲーム)』のDMZに登場する、分散型組織で拠点を持たない民間軍事会社。
クラウン(Crown)
『ウォーゾーン (2022年のゲーム)』のDMZに登場する、イギリスを拠点とする民間軍事会社。正体はコンニのカバー企業もしくは子会社である。
ファランクス(Phalanx)
『ウォーゾーン (2022年のゲーム)』のDMZにて登場する、ヴォンデルで平和維持団を自称するコンニと敵対している民間軍事会社。
ニクトが率いる武装集団もしくはその関連企業と思われるが詳細は不明。
Bryson
本作に登場する「Bryson 800」や「SP-R 208」等の製造を行っているアメリカの企業。モデルとなっているのは、かつて同国を代表していたS&W社やRemington社等の多数の銃器メーカーで、その影響もあってか、同社の製品は ポンプショットガン、ボルト/レバーアクションライフル、マグナムリボルバー等、古き良きアメリカを思わせる銃が大半を占める。
Bruen
「M13B」「BAS-P」「P890」、「MWⅢ」の「BAS-B」等を製造している、現実世界のSIG SAUER社に該当する企業。
Corvus Defense
前作に引き続き登場。「Fennec 45」を製造する。MWⅢでは「BP50」、「COR-45」が登場する。
Cronen
アメリカに拠点を持つ企業で、「MCPR-300」や、ドットサイトやスコープ等の光学サイト類を製造している。
Demo Weapon Systems
ショットガン用のバレルやタクティカルストック、「ライオットシールド」の製造を行う企業。
Expedite Fire Arms
「RAAL MG」を製造する企業。
Forge tac
前作に引き続き登場する、アメリカの企業。「フォージタック リーコン」や「556 Icarus」の製造を行っている。
First Signal Solutions(FSS)
前作に引き続き登場。「Signal 50」を製造するハンガリーの企業。
Lachmann & Meer
「Lachmann-762」等のLachmannシリーズや「VEL 46」を製造するスイスの企業。現実世界のH&K社に該当する。
「MWⅢ」では「Holger 556」「Holger 26」「Striker」「Striker9」も登場する。
Meikō Optics(名工)
和風の柄や痛銃の設計図を主に製造している日本の企業。刻印によっては「Meikō Tactical」とも表記される。「品質で作られています」「死ぬまで戦う」といった不自然な日本語の刻印が特徴的。また、オニが所持している「DRAGON FLY」設計図のストックには「浪人戦術日本製」という刻印が逆さで入っており、Ronin Tacticsと何らかの関係がある模様。
Singuard Arms
前作に引き続き登場する、スイスの銃器製造企業。今作では「Expedite 12」の製造元となっている。
Sakin Arms
「SAKIN MG38」や「.50 GS」を製造する、現実世界のIWI社に該当する企業。
Stvol Tactical(Ствол тактический)
「PILA」や「RPG-7」を製造するカストビアの企業。
Tempus Armament
カリフォルニア州のグレンデール等に拠点を持つアメリカの銃器製造企業で、前作に引き続き登場。今作では、アサルトライフルの「M4」の製造を行っている。
Tactique Verte
「SO-14」や「TAQ-56」「TAQ Eradicator」(「MWⅢ」)等のTAQシリーズを製造する現実世界のFNハースタルに該当するフランスの企業。アメリカのテキサス州に製造拠点がある。
「MWⅢ」ではTAQ Eradicator以外に「FR 5.56」「Bruen Mk9」「TAQ Evolvere」も製造する。
TANTO
軍用兵器の製造や商業施設の運営等を手掛けるコングロマリット。前作「MW」では、イギリスのピカデリー・サーカスにて商業ビルの運営を行っていた。今作では主に「ボムドローン」や「巡航ミサイル」及び、それを操作する為のタブレット等を製造している。
VLK(ВЛК)
前作に引き続き登場する、ロシアの銃器製造企業。今作では、SMG/SG用のレーザーサイト「VLK LZR 7MW」や、スコープの「VLK 4.0xサイト」等、主にアタッチメント類の製造を行っている。
XRK
アメリカのテキサス州等に拠点を持つ、銃器製造及びカスタマイズ企業。前作「MW」で初登場し、「RAM-7」「X16」の製造や、数多くのカスタマイズ武器を手掛けている。同社製の武器設計図は派手で高級感のある外見の物が多い。今作では、「X12」シリーズや、ドットサイトの「XRK オンポイントサイト」の製造を行っている。
MWⅢではRAM-7以外に「RAM-9」、「XRK Stalker」が登場する。
ZLR
前作「MW」にて「GRAU 5.56」やアニメキャラが描かれた"痛銃"を製造していた企業。今作では「LA-B 330」用のピカティニーレイルの製造を行っている。
BlackCell
黒と金色を基調とした武器の製造を行っている企業。月桂樹や王冠などを象ったイギリス風のロゴを使用している。また、武器の製造販売だけでなく独自の私兵をも有している。オペレーターであるアトムとイオもこの企業に所属している。また、DMZに登場する一部のシャドウ・カンパニー兵がシャドウ・カンパニーの部隊章とBlackCellのロゴを合わせたようなパッチを身に着けていたり、ブラックセルのアーサーがシャドウ・カンパニー所属とされていたりと、シャドウ・カンパニーと何かしら関連があると思わせる描写がある。

## コラボレーション
オペレーターバンドル
- 2022 FIFAワールドカップ（2022年）
- ティーンエイジ・ミュータント・ニンジャ・タートルズ（2023年）
- ケビン・デュラント（2023年）
- ティム・ザ・タットマン（2023年）
- ニック・マークス（2023年）
- ザ・ボーイズ（2023年）
- スヌープ・ドッグ（2023年）
- ニッキー・ミナージュ（2023年）
- 21サヴェージ（2023年）
- トゥームレイダー（2023年）
- スポーン（2023年）
- HELLSING（2023年）
- Masters of The Universe（2023年）
- ディアブロIV（2023年）
- 死霊のはらわたII（2023年）
- デューン 砂の惑星PART2 （2023年）

ウエポンバンドル
- マウンテンデュー＆リトル・シーザーズ（2022年、対象はアメリカ合衆国およびカナダ）
- Twitch（2022 - 2023年）
- DOOM（2023年）

オリジナルアートワーク
- 斉藤ロクロ（2023年3月）
- 巽（2023年3月）
- 結川カズノ（2023年3月）

## ディスク容量
ディスク版のゲームがインターネットを介さずにプレイできるかを調査するサイト「Does it play?」のツイートによれば、本作のパッケージ版に付属しているディスクの容量はわずか70MB余りしかないという。本作は全体で150GBほどの容量になるともされているが、ディスク版でもほぼ全てのデータをダウンロードすることになる。これによりディスクインストール中にディスクの傷でエラーが出ることで、ディスクがゲーム本編を遊べない無用の長物になるリスクを防ぐことは可能であるが、本来ディスクなどの物理メディアは、インターネット環境が貧弱な場合での選択肢になるはずだが、これでは延々ダウンロードのために本体を稼働させ続けることになり、電気代やほぼ無用なプラスティックによる環境負荷の増加といった問題があると海外のゲームメディアは報じている。

## 反応

### 表彰

#### 2022年
- The Game Awards
  - ノミネート：「Best Audio Design」、「Best Action Game」、「Best Multiplayer」[110]

#### 2023年
- Steamアワード
  - ノミネート：「ゲームオブザイヤー」（大賞）、「フレンドとプレイしたい」[111]
- 英国アカデミー賞ゲーム部門
  - ノミネート：「Animation」、「Multiplayer」、「Performer in a Leading Role」（Alain Mesa as アレハンドロ・ヴァルガス）[112]
- D.I.C.E. Awards
  - ノミネート：「Online Game of The Year」、「Outstanding Achievement in Art Direction」、「Outstanding Achievement in Audio Design」、「Outstanding Achievement in Character」[113]
- MPSE Golden Reel Awards 2023
  - ノミネート：「Outstanding Achievement in Sound Editing – Game Dialogue / ADR」、「Outstanding Achievement in Music Editing – Game Music」、「Outstanding Achievement in Sound Editing – Game Effects / Foley」[114]
- NAVGTR Awards 2023
  - 受賞：「Outstanding Game, Franchise Action」[115]
  - ノミネート：「Outstanding Animation, Artistic」、「Outstanding Original Dramatic Score, Franchise」、「Outstanding Use of Sound, Franchise」[115]

#### 2024年
- グラミー賞
  - ノミネート：「Best Score Soundtrack for Video Games and Other Interactive Media」[116]

### 売り上げ
発売からおよそ10日間で全世界の売上が10億ドルを突破した。『コール オブ デューティ ブラックオプスII』の15日間という記録を上回り、コール オブ デューティシリーズで最速の売上となった。アメリカ合衆国で2022年と2022年12月に最も売れたゲームソフト、ヨーロッパで2022年に2番目に売れたゲームソフトである。日本のPlayStation Storeにおける2022年のダウンロードランキングで、PS4のゲームソフトとして6位、PS5のゲームソフトとして4位となった。

## 国内の公式大会
2023年1月15日、公式オフライン大会「Call of Duty: Modern Warfare II Japan Championship」のプレイオフが行われた。グループステージから最大128名が参加し、Neciys、youki2127、Vader、JIROが所属するNORTHEPTIONが優勝した。